# Ermenonville-la-Petite
 Ermenonville-la-Petite  es una población y comuna francesa, en la región de  Centro, departamento de Eure y Loir, en el distrito de Chartres y cantón de Illiers-Combray.

## Demografía
| 175 | 146 | 120 | 135 | 160 | 159 |
| Para los censos de 1962 a 1999 la población legal corresponde a la población sin duplicidades (Fuente: INSEE [Consultar]) |     |     |     |     |     |